# Morąg
Morąg ([ˈmɔrɔŋk]; tysk: Mohrungen,  ( hør)) er en by  i  voivodskabet Warmińsko-mazurskie i  Polen, med 13.317(2021) indbyggere. Den er sæde for Gmina Morąg (kommune) i Powiat Ostróda (amt).

## Geografi
Byen ligger i det vestlige højland af den historiske region Preussen. Dens centrum er placeret omkring 60 km syd for grænsen til det Russiske Oblast Kaliningrad. Den nærmeste by er Olsztyn i Ermland, 38 km mod sydøst.